# Saint-Pierre-de-Cernières
Saint-Pierre-de-Cernières ist eine französische Gemeinde mit 235 Einwohnern (Stand 1. Januar 2022) im Département Eure in der Region Normandie (vor 2016 Haute-Normandie). Sie gehört zum Kanton Breteuil. Die Einwohner werden Sarnieriens genannt.

## Geografie
Saint-Pierre-de-Cernières liegt etwa 19 Kilometer südöstlich von Bernay an der Charentonne. Umgeben wird Saint-Pierre-de-Cernières von den Nachbargemeinden Saint-Agnan-de-Cernières im Norden und Nordosten, Mesnil-en-Ouche im Osten, La Haye-Saint-Sylvestre im Südosten, Mélicourt im Süden, Saint-Denis-d’Augerons im Südwesten und Westen sowie Montreuil-l’Argillé im Westen.

## Bevölkerungsentwicklung
| Jahr                       | 1962 | 1968 | 1975 | 1982 | 1990 | 1999 | 2006 | 2019 |
| Einwohner                  | 332  | 301  | 271  | 245  | 186  | 197  | 218  | 236  |
| Quellen: Cassini und INSEE |      |      |      |      |      |      |      |      |

## Sehenswürdigkeiten
- Schloss Gauville aus dem 17./18. Jahrhundert, Monument historique seit 1964
- Schloss Cernières aus dem 17./18. Jahrhundert, Monument historique seit 2005